# Alien Love Secrets
《Alien Love Secrets》는 미국의 기타리스트 스티브 바이의 EP 음반으로 1995년 3월 21일 렐러티비티 레코드를 통해 발매되었다. 이 EP는 미국 빌보드 200에서 125위에 올랐고 2주 동안 그 차트에 머물렀고 네덜란드 음반 차트에서는 72위에 올랐다.

## 배경
《Alien Love Secrets》는 최소 키보드로 6주 이내에 기타, 베이스, 드럼을 벗긴 음반으로 작곡되고 녹음되었다. 바이에 따르면, 그는 1993년 그의 음반 《Sex & Religion》 이후 꾸준한 자료 출력을 유지하기를 원했지만, 그의 후속 1996년 음반 《Fire Garden》의 70분 이상 녹음 과정은 너무 오래 걸렸다. 따라서 이 EP는 《Fire Garden》에 대한 기대감으로 의도적으로 발매되었다. 스타일리시하게 《Alien Love Secrets》은 《Sex & Religion》에 대한 매우 엇갈린 반응에 이어, 바이의 1990년 음반 《Passion and Warfare》의 보다 친숙한 인스트루멘탈 록으로 복귀했다.

## 평가
| 전문가 평가 | 전문가 평가 |
| 평가 점수   | 평가 점수   |
| 출처        | 점수        |
| ----------- | ----------- |
| AllMusic    | [ 1 ]       |

올뮤직의 스티븐 토마스 얼와인은 《Alien Love Secrets》에 5점 만점에 3개의 별을 주면서, 이 별을 열정과 전쟁보다 "더 좋고, 더 분위기 있는 컬렉션"이라고 불렀다. 그는 또한 "완전히 기계적으로 되는 일은 결코 없는 유체 기술"을 칭찬했다.

## 곡 목록
모든 곡들은 스티브 바이에 의해 작곡하였다.
| #  | 제목                                            | 재생 시간 |
| -- | ----------------------------------------------- | --------- |
| 1. | 〈Bad Horsie〉                                  | 5:51      |
| 2. | 〈Juice〉                                       | 3:44      |
| 3. | 〈Die to Live〉                                 | 3:53      |
| 4. | 〈The Boy from Seattle〉                        | 5:03      |
| 5. | 〈Ya-Yo Gakk〉                                  | 2:52      |
| 6. | 〈Kill the Guy with the Ball / The God Eaters〉 | 7:02      |
| 7. | 〈Tender Surrender〉                            | 5:01      |